# Марко Полетановић
Марко Полетановић (Нови Сад, 20. јул 1993) српски је фудбалер који тренутно наступа за новосадску Војводину